# Nömrög járás
Nömrög járás (mongol nyelven: Нөмрөг сум) Mongólia Dzavhan tartományának egyik járása. Területe 3300 km². Népessége 1848 fő.
Székhelye Hodorgo (Ходорго), mely 150 km-re északra fekszik Uliasztaj tartományi székhelytől.